# LEGO Harry Potter: Anni 5-7
LEGO Harry Potter: Anni 5-7 (LEGO Harry Potter: Years 5-7) è un videogioco del 2011 sviluppato da Traveller's Tales ed edito da Electronic Arts e Warner Bros. Interactive Entertainment, basato sulle avventure dalle saga di Harry Potter nella sua versione LEGO. Il videogioco è incentrato sugli ultimi tre anni scolastici di Harry Potter, narrati nei romanzi L'Ordine della Fenice, Il principe mezzosangue e I Doni della Morte. È stato pubblicato per Microsoft Windows, Nintendo DS, 3DS e Wii, PlayStation 3, PlayStation Portable, Xbox 360 e macOS l'11 novembre 2011 in Nord America e il 18 novembre 2011 in Europa. La versione per PlayStation Vita è stata invece pubblicata il 22 febbraio 2012. La versione per Mac è stata pubblicata nel marzo 2012, ad opera di Feral Interactive.

## Modalità di gioco
Il gameplay è sostanzialmente lo stesso del predecessore del gioco LEGO Harry Potter: Anni 1-4, con l'unica differenza dell'aggiunta delle pozioni, che hanno effetti benevoli ma, se preparate male, possono avere degli effetti indesiderati, come la trasformazione del personaggio in una rana. Come il gioco antecedente, vi è una vasta gamma di personaggi giocabili degli ultimi tre libri e degli ultimi quattro film della serie.

## Sviluppo
Subito dopo l'annuncio degli anni 1-4, si ipotizzò che gli anni 5-7 sarebbero stati rilasciati nel prossimo futuro. In realtà è stato rivelato che era previsto per un rilascio durante le vacanze del 2011, il 19 maggio 2011 da un annuncio di Warner Bros. e TT Games. Durante una sessione di gioco esclusiva con TT Games, è stato annunciato che ci sarebbe stata una versione IOS che sarebbe stata rilasciata sull' App Store più tardi quello stesso anno. La copertina del gioco è stata rilasciata il 1 settembre 2011. 
Il gioco è stato rilasciato sul Mac App Store il 22 marzo 2012. Il 3 maggio 2012 è stata rilasciata una versione IOS del gioco. Questa versione è stata trasferita su Android il 28 settembre 2016

## Accoglienza
| Testata    | Giudizio                                                                                                   |
| ---------- | --- |
| Metacritic | (X360) 77/100 (PS3) 76/100 (PC) 80/100 (Wii) 76/100 (DS) 69/100 (3DS) 71/100 (PS Vita) 64/100 (IOS) 71/100 |

| Testata                        | Giudizio |
| ------------------------------ | -------- |
| Game Informer                  | 7.5/10   |
| GameSpot                       | 8/10     |
| GamesRadar+                    | 4/5      |
| GameTrailers                   | 8.2/10   |
| IGN                            | 8/10     |
| Official Xbox Magazine ( OXM ) | 7.5/10   |
| VideoGamer.com                 | 8/10     |
| The Guardian                   | 4/5      |
| Escapist magazine              | 4.3/5    |

Le versioni per console del gioco hanno ricevuto recensioni generalmente positive, mentre le versioni portatili hanno ricevuto recensioni contrastanti. Il sito web aggregatore di recensioni Metacritic ha dato al gioco punteggi molto diversi a seconda della piattaforma, con la versione per PC che ha ottenuto il punteggio migliore all'80%. Metacritic ha anche dato alla versione per PlayStation Vita un punteggio del 64%.